# Kim Hye-seong
Kim Hye-sung (hangul: 김혜성, hanja: 金慧星, RR: Gim Hyeseong) es un actor y modelo surcoreano, conocido por interpretar a Lee Min-ho en la serie High Kick! y a Ohn Nu-ri en Mad Dog.

## Biografía
En marzo de 2012 se alistó para iniciar su servicio obligatorio militar, el cual cumplió en marzo de 2013.
En 2015 sufrió un accidente automovilístico mientras se encontraba descansando en su coche, luego de que un coche a toda velocidad chocara de repente con el suyo, aunque la parte trasera de su coche quedó gravemente dañada, Hye-sung sufrió heridas, sin embargo luego de recibir tratamiento mejoró.

## Carrera
Es miembro de la agencia "Namoo Actors".
Ha aparecido en sesiones fotográficas para "Marie Claire", entre otros.
En noviembre de 2006 se unió al elenco principal de la serie High Kick! donde interpretó al alegre estudiante Lee Min-ho, el hijo mayor de Lee Joon-ha (Jeong Jun-ha) y Park Hae-mi (Park Hae-mi), y hermano mayor de Lee Yoon-ho (Jung Il-woo), hasta el final de la serie en julio de 2007. Posteriormente volvió a interpretar a Min-ho, como invitado especial durante el primer episodio de la serie High Kick Through The Roof.
En noviembre de 2007 se unió como copresentador junto a Tiffany del programa Boys & Girls Music Countdown, hasta junio de 2008. Del 30 de junio del mismo año hasta el 2 de enero de 2009 fue presentador del programa junto a Han Seung-yeon.
En septiembre de 2008 se unió al elenco secundario de la serie The Kingdom of the Winds donde dio vida al príncipe Yeo-jin, el medio hermano menor del príncipe Prínce Muhyul (Song Il-gook) hasta el final de la serie en enero de 2009.
En 2010 se unió a la película bélica 71: Into the Fire donde interpretó al joven soldado Yong-man.
En 2013 se unió a la octava temporada del programa Law of the Jungle in Himalayas donde participó junto a Kim Byung-man, Ahn Jung-hwan, Park Jung-chul, Noh Woo-jin, Jung Joon y Oh Ji-eun.
En 2014 realizó una aparición especial en la serie Potato Star 2013QR3 donde interpretó a un repartidor.
En octubre de 2017 se unió al elenco principal de la serie Mad Dog donde interpreta a Ohn Nu-ri, un genio en informática que es alérgico al sol y odia salir de su lugar de trabajo que se une al equipo del expolicía Choi Kang-woo (Yoo Ji-tae), llamado "Mad Dog", encargado de investigar fraudes de seguros.

## Filmografía

### Series de televisión
| Año         | Título                     | Personaje        | Notas        |
| ----------- | -------------------------- | ---------------- | ------------ |
| 2017        | Mad Dog                    | Ohn Nu-ri        | 16 episodios |
| 2017        | Falsify                    | Song Tae-joon    | -            |
| 2015        | Hidden Identity            | -                | -            |
| 2014        | Potato Star 2013QR3        | Repartidor       | ep. #100     |
| 2009        | High Kick Through The Roof | Lee Min-ho       | ep. #1       |
| 2008 - 2009 | The Kingdom of the Winds   | Príncipe Yeo-jin | 25 episodios |
| 2006 - 2007 | High Kick!                 | Lee Min-ho       | 16 episodios |

### Películas
| Año  | Título                     | Personaje       | Notas                                                                                               |
| ---- | -------------------------- | --------------- | --------------------------------------------------------------------------------------------------- |
| 2015 | The Chosen: Forbidden Cave | Ji-kwang        | junto a Kim Sung-kyun, Yoo Sun, Chun Ho-jin, Cha Ye-ryun, Lee Kyu-jung y Won Jin-ah                 |
| 2011 | GLove                      | Jang Dae-gun    | junto a Jung Jae-young, Yoo Sun, Kang Shin-il, Cho Jin-woong, Lee Hyun-woo, Jang Ki-bum y Ji Il-joo |
| 2010 | 71: Into the Fire          | Yong-man        | junto a Cha Seung-won, Kwon Sang-woo, Choi Seung-hyun, Kim Seung-woo, Park Jin-hee y Kim Sung-ryung |
| 2008 | Boy Meets Boy              | Min-soo         | junto a Lee Hyun-jin y Ye Ji-won                                                                    |
| 2006 | Gangster High              | Choi Kyung-chol | junto a Jung Kyung-ho, Lee Tae-sung, Jang Hee-jin, Cho Jin-woong, Kim Ye-ryeong y Lee Haeng-seok    |
| 2005 | Jenny, Juno                | Juno            | junto a Park Min-ji, Im Dong-jin, Kim Ja-ok, Seo Min-jung y Kang Nam-gil                            |

### Programas de televisión
| Año        | Programa                       | Notas                                    |
| ---------- | ------------------------------ | ---------------------------------------- |
| 2015, 2017 | Radio Star                     | 2 episodios - (Ep. 440 y 508) - invitado |
| 2016       | Hello Counselor                | Ep. 260 - invitado                       |
| 2013       | Law of the Jungle in Himalayas | 10 episodios - miembro                   |
| 2013       | Golden Fishery                 | miembro del panel                        |

### Presentador
| Año         | Programa                     | Notas                                             |
| ----------- | ---------------------------- | ------------------------------------------------- |
| 2007 - 2009 | Boys & Girls Music Countdown | co-presentador - junto a Tiffany y Han Seung-yeon |

### Anuncios
| Año  | Título        | Notas                  |
| ---- | ------------- | ---------------------- |
| 2007 | Crown Vic Pie | apareció en el anuncio |